# 埼玉県道371号下吉羽幸手線

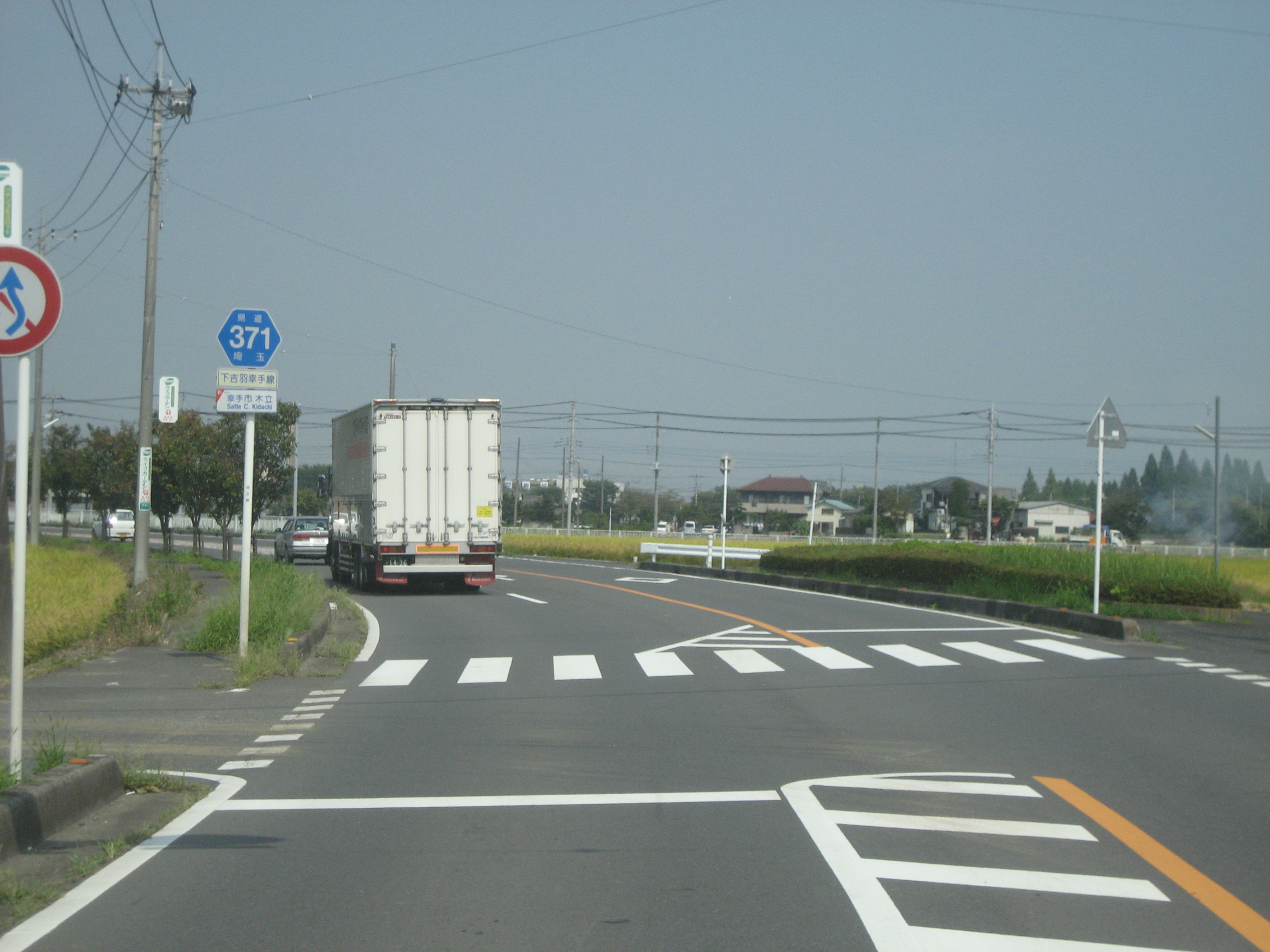
埼玉県幸手市木立付近

埼玉県道371号下吉羽幸手線（さいたまけんどう371ごう しもよしばさってせん）は、埼玉県幸手市内のみを敷設範囲とする、同市の中心部と東部をつなぐ片側一車線の県道である。
埼玉県道152号加須幸手線バイパスや埼葛広域農道と直通になっている為、加須市から吉川市間を一本で結ぶ役割を果たす路線となっている。

## 起点・終点
- 起点：埼玉県幸手市（幸手市大字下吉羽 境杉戸線交点、下吉羽交差点）
- 終点：埼玉県幸手市（幸手市大字内国府間 国道4号・埼玉県道152号加須幸手線バイパス交点、権現堂桜堤交差点）
- 実延長:5.904km

## 沿道の主な施設

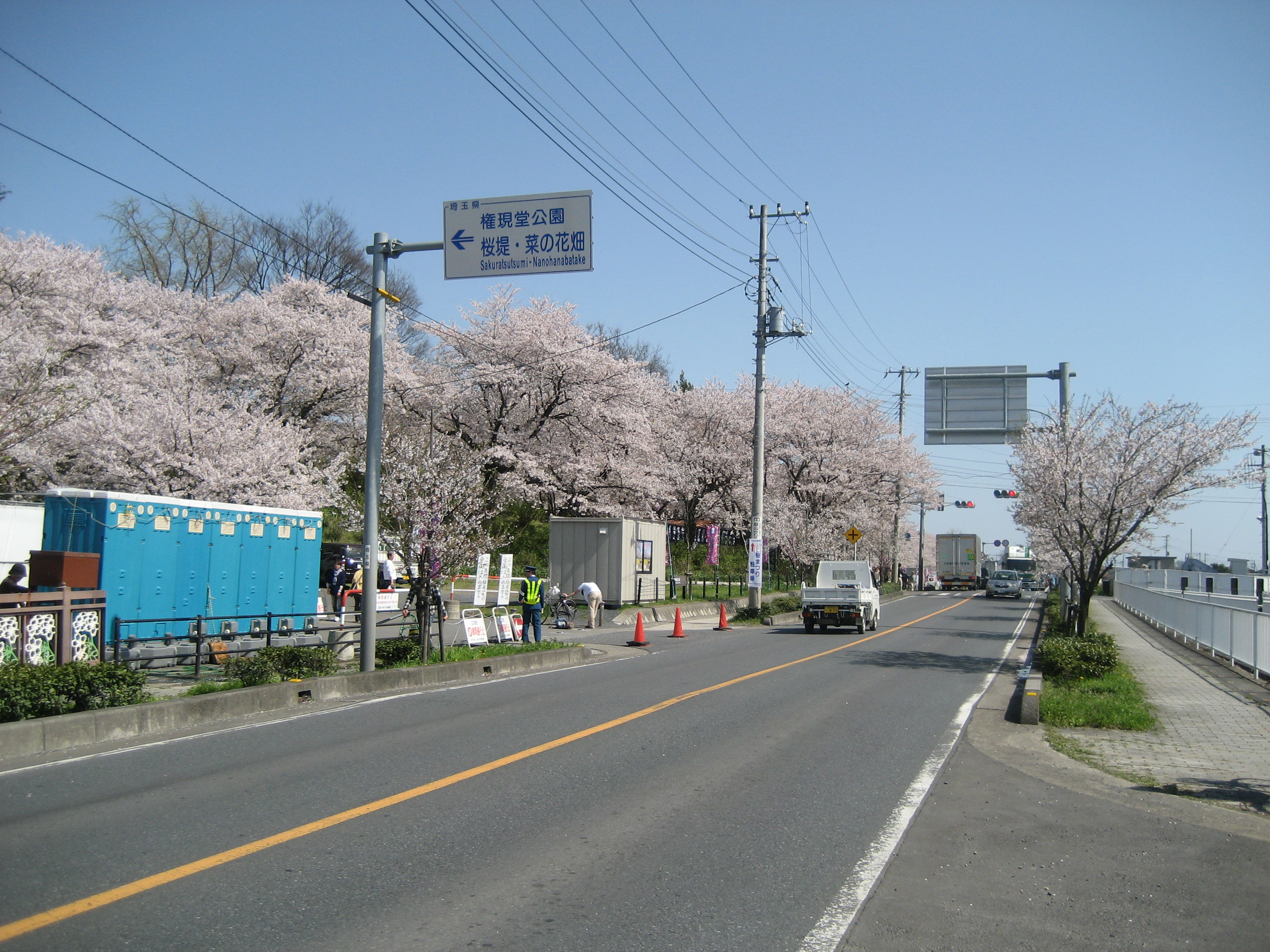
幸手市権現堂付近

- 権現堂堤
- 幸手警察署
- 幸手工業団地

## 接続する路線
- 埼玉県道26号境杉戸線「下吉羽交差点」
- 埼葛広域農道「広域農道入口交差点」
- 国道4号・埼玉県道152号加須幸手線バイパス「権現堂桜堤交差点」